# Wincenty Szymborski

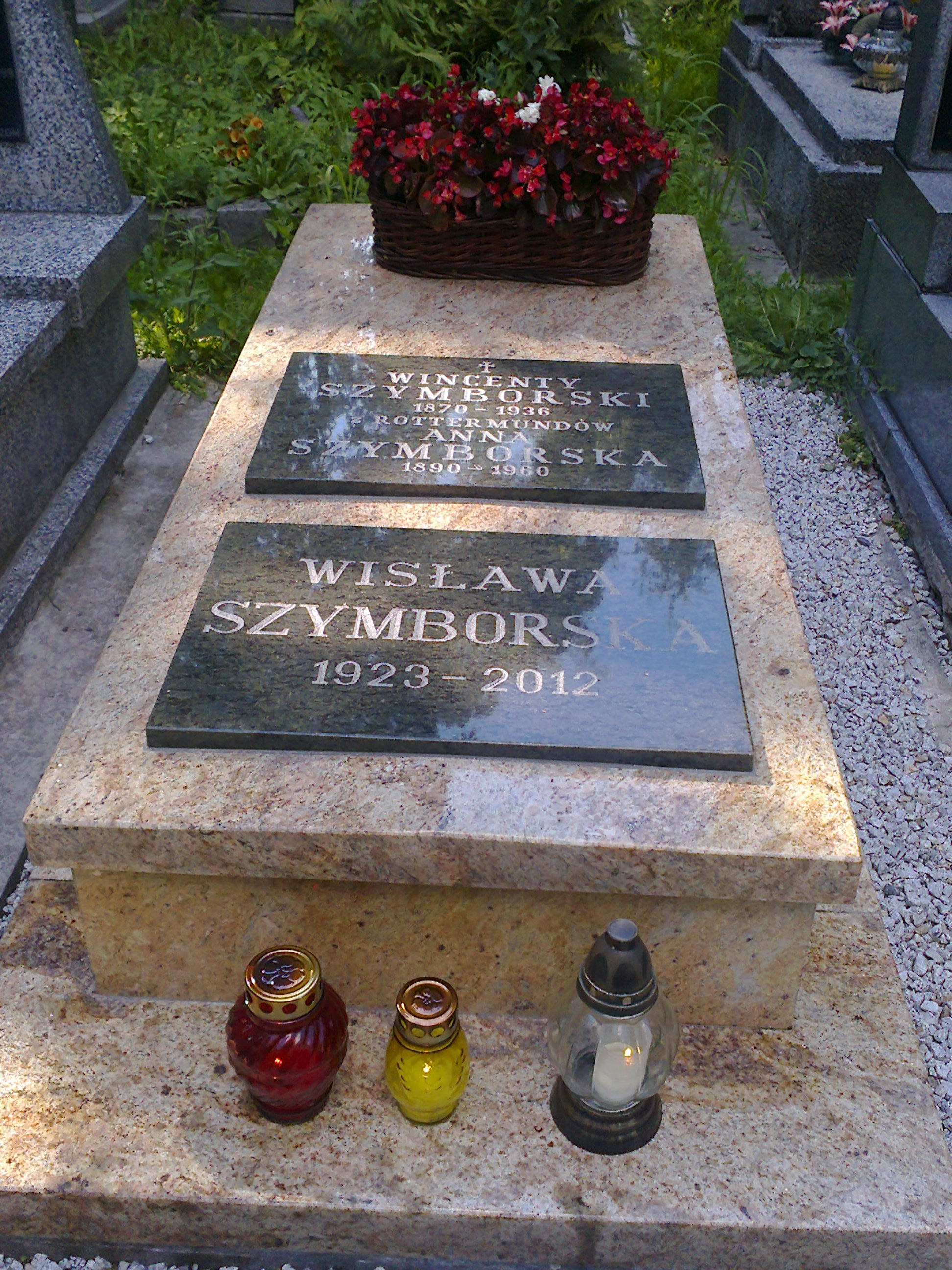
Grób rodzinny Wincentego Szymborskiego na cmentarzu Rakowickim w Krakowie

Wincenty Władysław Szymborski (ur. 5 kwietnia 1870 w Czartkach Wielkich, zm. 9 września 1936 w Krakowie) – polski polityk endecki, działacz społeczny, współtwórca Rzeczypospolitej Zakopiańskiej i jej nieformalny wiceprezydent; ojciec Wisławy Szymborskiej.

## Życiorys
Urodził się w Kaliskiem, w Czartkach Wielkich w ówczesnej guberni kaliskiej. Był synem Antoniego, powstańca wielkopolskiego (1848) i styczniowego (1863), podróżnika i Stanisławy z Psarskich. Ukończył Męskie Gimnazjum Klasyczne w Kaliszu. W latach 1904–1922 był zarządcą zakopiańskich dóbr hrabiego Władysława Zamoyskiego, następnie w latach 1923–1926 był zarządcą jego dóbr kórnickich.
Działacz społeczny, jeden ze współtwórców Muzeum Tatrzańskiego i Tatrzańskiego Ochotniczego Pogotowia Ratunkowego. Należał do Galicyjskiego Towarzystwa Lasowego i Polskiego Towarzystwa Gimnastycznego „Sokół”. Był pomysłodawcą budowy toru bobslejowego w Kuźnicach (1910), potem wspomagał jego realizację. W maju 1912 został wybrany do Komitetu Organizacji Obrony Kresów Zachodnich.
W 1918 jeden z trzech wiceprzewodniczących Organizacji Narodowej w Zakopanem, potem Rady Narodowej Rzeczypospolitej Zakopiańskiej. 6 kwietnia 1919 na zjeździe w Nowym Targu został wybrany prezesem powiatowego zarządu Stronnictwa Narodowo-Demokratycznego. Następnie był członkiem Związku Ludowo-Narodowego i krakowskim działaczem Stronnictwa Narodowego.
17 lutego 1917 w kościele św. Andrzeja Apostoła w Szaflarach ożenił się z Anną Marią Julią Józefą z domu Rottermund (1890–1960). Miał z nią dwie córki: Nawoję Marię (1917–1997) i Marię Wisławę Annę (1923–2012). Od 1924 lub 1926 mieszkał z rodziną w Toruniu, po kilku latach przeniósł się do Krakowa.